# San Marino az 1984. évi nyári olimpiai játékokon
San Marino az egyesült államokbeli Los Angelesben megrendezett 1984. évi nyári olimpiai játékok egyik részt vevő nemzete volt. Az országot az olimpián 7 sportágban 19 sportoló képviselte, akik érmet nem szereztek.

## Atlétika
Férfi
| Versenyző       | Versenyszám     | Előfutam | Előfutam | Előfutam | Negyeddöntő | Negyeddöntő | Negyeddöntő | Elődöntő | Elődöntő | Elődöntő | Döntő   | Döntő    |
| Versenyző       | Versenyszám     | Idő      | Hely.    | Össz.    | Idő         | Hely.       | Össz.       | Idő      | Hely.    | Össz.    | Idő     | Helyezés |
| --------------- | --------------- | -------- | -------- | -------- | ----------- | ----------- | ----------- | -------- | -------- | -------- | ------- | -------- |
| Manlio Molinari | 800 m           | 1:57,09  | 8.       | 62.      | kiesett     | kiesett     | kiesett     | kiesett  | kiesett  | kiesett  | kiesett | kiesett  |
| Stefano Casali  | 20 km gyaloglás |          |          |          |             |             |             |          |          |          | 1:35:48 | 35.      |

## Cselgáncs
| Versenyző        | Versenyszám | Csoport | 32-es főtábla            | Nyolcaddöntő      | Negyeddöntő       | Elődöntő          | Vigaszág nyolcaddöntő | Vigaszág negyeddöntő | Vigaszág elődöntő | Bronz- mérkőzés   | Döntő             | Helyezés |
| Versenyző        | Versenyszám | Csoport | Ellenfél Eredmény        | Ellenfél Eredmény | Ellenfél Eredmény | Ellenfél Eredmény | Ellenfél Eredmény     | Ellenfél Eredmény    | Ellenfél Eredmény | Ellenfél Eredmény | Ellenfél Eredmény | Helyezés |
| ---------------- | ----------- | ------- | ------------------------ | ----------------- | ----------------- | ----------------- | --------------------- | -------------------- | ----------------- | ----------------- | ----------------- | -------- |
| Alberto Francini | Légsúly     | A       | Carlos Sotillo (ESP) · V | kiesett           | kiesett           | kiesett           |                       |                      |                   |                   |                   | 18.      |
| Franch Casadei   | Középsúly   | B       | Magnus Büchel (LIE) · V  | kiesett           | kiesett           | kiesett           |                       |                      |                   |                   |                   | 18.      |

## Kerékpározás

### Országúti kerékpározás
Férfi
| Versenyző        | Versenyszám   | Idő           | Helyezés      |
| ---------------- | ------------- | ------------- | ------------- |
| Maurizio Casadei | Mezőnyverseny | nem ért célba | nem ért célba |

## Sportlövészet
Férfi
| Versenyző           | Versenyszám           | Pont | Helyezés |
| ------------------- | --------------------- | ---- | -------- |
| Eliseo Paolini      | Gyorstüzelő pisztoly  | 579  | 29.      |
| Bruno Morri         | Gyorstüzelő pisztoly  | 577  | 34.      |
| Germano Bollini     | Szabadpisztoly        | 500  | 51.      |
| Gianfranco Giardi   | Szabadpisztoly        | 500  | 51.      |
| Pasquale Raschi     | Légpuska              | 543  | 51.      |
| Pasquale Raschi     | Sportpuska, összetett | 1074 | 49.      |
| Alfredo Pelliccioni | Sportpuska, összetett | 1041 | 51.      |
| Francesco Nanni     | Sportpuska, fekvő     | 594  | 5.       |
| Pier Paolo Taddei   | Sportpuska, fekvő     | 576  | 62.      |

Nyílt
| Versenyző         | Versenyszám | Pont | Helyezés |
| ----------------- | ----------- | ---- | -------- |
| Luciano Santolini | Trap        | 178  | 31.      |
| Elio Gasperoni    | Trap        | 172  | 48.      |

## Torna
Férfi
| Versenyző        | Versenyszám      | Selejtező | Selejtező | Döntő    | Döntő    |
| Versenyző        | Versenyszám      | Pontszám  | Helyezés  | Pontszám | Helyezés |
| ---------------- | ---------------- | --------- | --------- | -------- | -------- |
| Maurizio Zonzini | Talaj            | 18,35     | 66.       | kiesett  | kiesett  |
| Maurizio Zonzini | Ugrás            | 19,20     | 63.       | kiesett  | kiesett  |
| Maurizio Zonzini | Korlát           | 18,35     | 61.       | kiesett  | kiesett  |
| Maurizio Zonzini | Nyújtó           | 18,05     | 68.       | kiesett  | kiesett  |
| Maurizio Zonzini | Gyűrű            | 18,70     | 63.       | kiesett  | kiesett  |
| Maurizio Zonzini | Lólengés         | 19,00     | 34.       | kiesett  | kiesett  |
| Maurizio Zonzini | Egyéni összetett | 111,65    | 65.       | kiesett  | kiesett  |

## Úszás
Férfi
| Versenyző    | Versenyszám  | Előfutam | Előfutam | Előfutam | Döntő   | Döntő   | Döntő   | Helyezés |
| Versenyző    | Versenyszám  | Idő      | Hely.    | Össz.    | Típus   | Idő     | Hely.   | Helyezés |
| ------------ | ------------ | -------- | -------- | -------- | ------- | ------- | ------- | -------- |
| Michele Piva | 100 m gyors  | 59,26    | 7.       | 63.      | kiesett | kiesett | kiesett | kiesett  |
| Michele Piva | 200 m gyors  | 2:15,39  | 8.       | 54.      | kiesett | kiesett | kiesett | kiesett  |
| Michele Piva | 100 m mell   | 1:16,21  | 7.       | 48.      | kiesett | kiesett | kiesett | kiesett  |
| Michele Piva | 200 m vegyes | 2:29,81  | 8.       | 41.      | kiesett | kiesett | kiesett | kiesett  |

Női
| Versenyző       | Versenyszám    | Előfutam | Előfutam | Előfutam | Döntő   | Döntő   | Döntő   | Helyezés |
| Versenyző       | Versenyszám    | Idő      | Hely.    | Össz.    | Típus   | Idő     | Hely.   | Helyezés |
| --------------- | -------------- | -------- | -------- | -------- | ------- | ------- | ------- | -------- |
| Daniela Galassi | 100 m gyors    | 1:06,19  | 8.       | 19.      | kiesett | kiesett | kiesett | kiesett  |
| Daniela Galassi | 200 m gyors    | 2:19,22  | 7.       | 34.      | kiesett | kiesett | kiesett | kiesett  |
| Daniela Galassi | 100 m pillangó | 1:14,36  | 8.       | 35.      | kiesett | kiesett | kiesett | kiesett  |

## Vitorlázás
Férfi
| Versenyző          | Versenyszám     | Futam | Futam | Futam  | Futam | Futam | Futam | Futam | Pontszám | Helyezés |
| Versenyző          | Versenyszám     | 1     | 2     | 3      | 4     | 5     | 6     | 7     | Pontszám | Helyezés |
| ------------------ | --------------- | ----- | ----- | ------ | ----- | ----- | ----- | ----- | -------- | -------- |
| Flavio Pelliccioni | Szörfvitorlázás | 33,0  | 24,0  | (35,0) | 33,0  | 35,0  | 33,0  | 33,0  | 191,0    | 29.      |